# Războiul uriașilor
Războiul uriașilor (1978) (titlu original The Illearth War) este a doua carte a primei trilogii din seria fantasy Cronicile lui Thomas Covenant, Necredinciosul scrisă de Stephen R. Donaldson.

## Intriga
La câteva săptămâni de la revenirea din Tărâm, leprosul Thomas Covenant primește un telefon de la fosta sa soție, Joan, care dorește să se împace cu el. Răvășit din cauza discuției, Thomas nu este atent și se împiedică de cablul telefonic și cade, lovindu-se la cap și pierzându-și cunoștința. Când se trezește, se află din nou în Tărâm, în încăperea Consiliului Nobililor de la Piatra Sărbătorii.
Înfuriat că a fost răpit din ceea ce el consideră a fi "realitatea", Covenant crede că experimentează din nou o stare iluzorie provocată de lovitura la cap. În sprijinul ipotezei sale vine faptul că, deși în lumea lui au trecut doar câteva săptămâni de la ultima lui vizită aici, pe Tărâm s-au scurs deja patruzeci de ani. Cea care l-a chemat din nou este Înalta Nobilă Elena, fiica Lenei și a lui. Deși a apărut în urma unui viol, Elena nu are sentimente negative față de Covenant, cei doi împrietenindu-se curând.
În timpul lipsei lui Thomas, Nobilul Foul a adunat o armată uriașă, cu care amenință popoarele Tărâmului. Dintre căutătorii Toiagului Legii, doar Mhorham a mai rămas în viață, dar locul celorlalți șapte a fost luat de alți Nobili. Ramenii patrulează la frontiera teritoriului lui Foul, în timp ce armata Tărâmului este pusă sub conducerea lui Hile Troy, un orb venit din lumea lui Covenant. Deși atacul direct încercat de forțele conduse de Nobilul Mhoram asupra bârlogului lui Foul a eșuat, s-au aflat multe lucruri folositoare despre forțele pe care acesta le are. Armata lui este condusă de unul dintre cei trei frați din rândul uriașilor, despre care se credea că sunt incoruptibili. Însă, cu ajutorul Pietrei Bolii Pământului, necorporalii "proroci deliranți" i-au posedat pe cei trei frați, care și-au măcelărit restul neamului. Astfel, Tărâmul a pierdut unul dintre cei mai puternici aliați în lupta împotriva lui Foul.
Planul Nobililor este de a trimite o aramtă condusă de geniul în strategie militară Hile Troy pentru a lupta cu armata condusă de uriașul Scrijelitorul în Carne, în timp ce Elena și Covenant pornesc în căutarea celei de-"A Șaptea Părți", care posedă o putere antică despre care Elena crede că le va aduce victoria.
Covenant, Elena și doi Gardieni ai Sângelui călătoresc către îndepărtata regiune a frontierei vestice a Tărâmului, în căutarea Părții. Elena dobândește abilitatea de a o folosi și îl cheamă din morți pe Înaltul Nobil Kevin, pe care îl asmute împotriva Nobilului Foul. Spiritul lui Kevin este înfrânt foarte ușor de Foul, care îl ia în stăpânire și îi comandă să o distrugă pe Elena. Înalta Nobilă și un Gardian al Sângelui sunt înfrânți în această bătălie a puterilor magice, iar Toiagul Legii este pierdut din nou. Covenant și celălalt gardian se salvează folosind puterea aurului alb din inelul său.
Între timp, Hile Troy este obligat să se retragă în disperare din fața forței net superioare a prorocului delirant, ajungânf la marginea unei păduri periculoase, interzise, cunoscută sub numele de Întunecimea Sufocantă. Ajuns aici, el cere ajutorul nemuritorului forestal Caerroil Wildwood, însărcinat să protejeze pădurile străvechi de prorocii deliranți. Wildwood trezește pădurea la viață și distruge armata lui Foul, spânzurându-l pe Scrijelitorul în Carne. Însă aceasta este o victorie à la Pirus: armata Nobililor a fost distrusă aproape în întregime, iar Hile Troy este nevoit ca, în schimbul ajutorului primit de la forestal, să devină ucenicul său.
Astfel, războiul se încheie la egalitate și, odată cu moartea celei care l-a chemat (Elena), Covenant revine în lumea sa.

### Capitolele cărții
| PARTEA I - PIATRA SĂRBĂTORII - 1 - Visele oamenilor - 2 - Jumătate-de-Mână - 3 - Chemarea - 4 - „Să se piardă” - 5 - Dukkha - 6 - Înalta Nobilă - 7 - Misiunea lui Korik - 8 - „Tânguirea Nobilului Kevin” - 9 - Glimmermere - 10 - Vizionar și oracol PARTEA A II-A - WARMARKUL - 11 - Consiliul de război - 12 - Înainte de război - 13 - Grădinile de piatră de pe Maerl | - 14 - Povestea lui Runnik - 15 - Codrul Sărbătorii - 16 - Marșul forțat - 17 - Povestea lui Tull - 18 - Refugiul Damnaților - 19 - Ruinele din Pustiul Southron - 20 - Întunecimea Sufocantă PARTEA A III-A - SÂNGELE PĂMÂNTULUI - 21 - Fiica Lenei - 22 - Anundivian Yajña - 23 - Știința - 24 - Coborârea la Rădăcina Pământului - 25 - A Șaptea Parte - 26 - Gorganul Spânzurătorii - 27 - Lepra |

## Lista personajelor
- Thomas Covenant - un scriitor de succes a cărui viață profesională și personală este dată peste cap de lepră. Periodic, este chemat într-o lume fanastică numită Tărâmul, unde este considerat întruparea unui Nobil legendar, Berek Jumătate-de-Mână, revenit pentru a salva Tărâmul de Nobilul Foul. Deoarece nu crede că acest Tărâm este real ci îl consideră o plăsmuire a imaginației sale, Covenant primește supranumele Necredinciosul
- Elena - Înaltă Nobilă, fiica lui Covenant și a Lenei
- Lena - locuitoare a satului de piatră Mithil Stonedown, fiica lui Atiaran și a lui Trell, este îndrăgostită de Thomas Covenant și este iubită, la rândul ei, de Triock
- Hile Troy - comandant al Oștii Înaltei Nobile Elena
- Mhoram -  Nobil, fiul lui Variol
- Bannor - Gardian al Sângelui
- Callindrill - Nobil
- Caerroil Wildwood - protector al pădurilor din Întunecimea Sufocantă
- Pumnul Satanei - uriaș proroc delirant, numit și Sheol sau samadhi
- Scrijelitorul în Carne - uriaș proroc delirant, numit și Jehannum sau moksha
- Foul - dușmanul Tărâmului

## Opinii critice
Fantasy Book Review ridică în slăvi acest volum, apreciind că "reprezintă o îmbunătățire semnificativă față de Blestemul Nobilului Foul; narațiunea este în continuare extrem de complexă și necesită răbdare și concentrare". De asemenea, subliniind că, deseori, al doilea volum al unei serii este cel mai bun, este de părere că "Donaldson depășește limitele imaginației și creează noi direcții în universul fascinant al prozei fantasy".
Books from Mars remarcă "proza clară și delicios de descriptivă" și o recomandă cititorilor, iar Snippets & Wisps o consideră "din multe puncte de vedere, mai ușor de citit decât prima [carte a seriei]".
La polul opus se află The Literary Phoenix, care vede în Războiul uriașilor "aproximativ același lucru [ca și în prima carte]. [...] Dorința cititorului de a "lăsa deoparte povestea imediat ce s-a întâmplat ceva interesant" devine mai puternică și mai dezamăgitoare". Totuși, consideră că "există unele aspecte mai interesante decât în prima care a trilogiei. De exemplu, în locul unui discurs lung necesar descrierii unui eveniment, în unele locuri Donaldson alege să folosească tehnica flashback-ului. Aceasta e mai interesantă decât alternativa (și puțin mai atrăgătoare decât majoritatea restului cărții).".